# Scafell Pike
För musikgruppen, se Scafell Pike (musikgrupp).

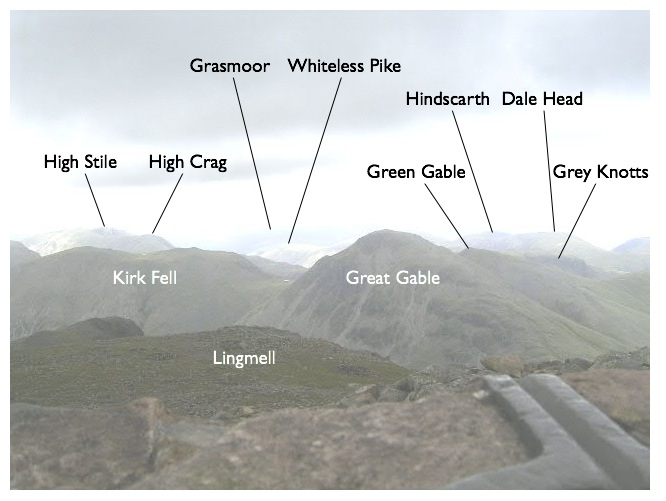
Vy från toppen av Scafell Pike.

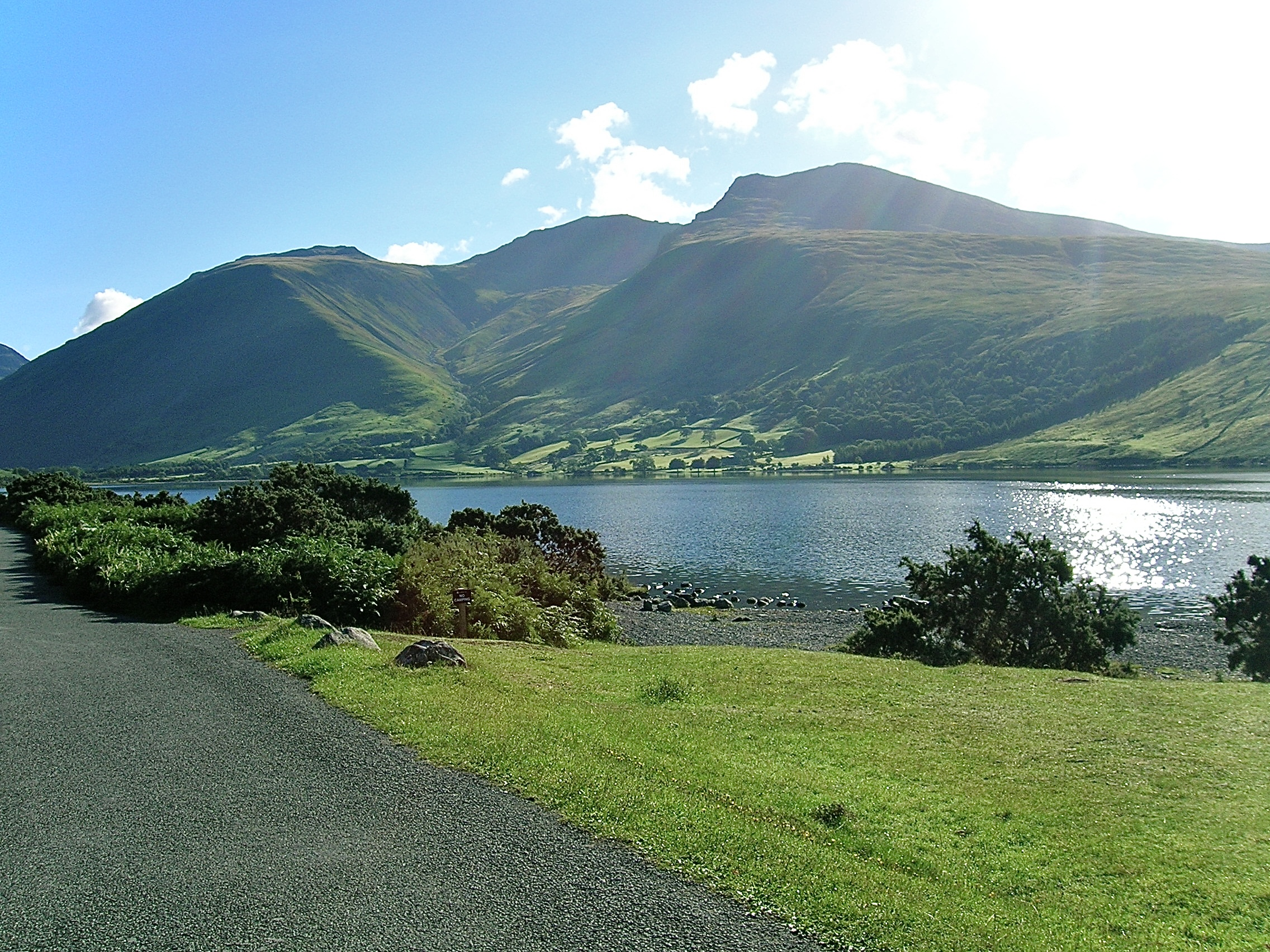
Scafell Pike sett från Wast Water.

Scafell Pike är det högsta berget i England, 978 meter högt. Toppen ligger i the Lake District National Park i Cumbria.
Området donerades 1919 till National Trust av Charles Wyndham, 3:e baron Leconfield, till minne av de män från Lake District som "föll för Gud och konungen, för friheten, freden och rätten, i det stora kriget" (första världskriget).
Berget består av stelnad magma från perioden Ordovicium. 